# Тонкая бентодесма
Тонкая бентодесма, или узкополосая бентодесма (лат. Benthodesmus tenuis), — вид морских лучепёрых рыб из семейства волосохвостых (Trichiuridae).

## Описание

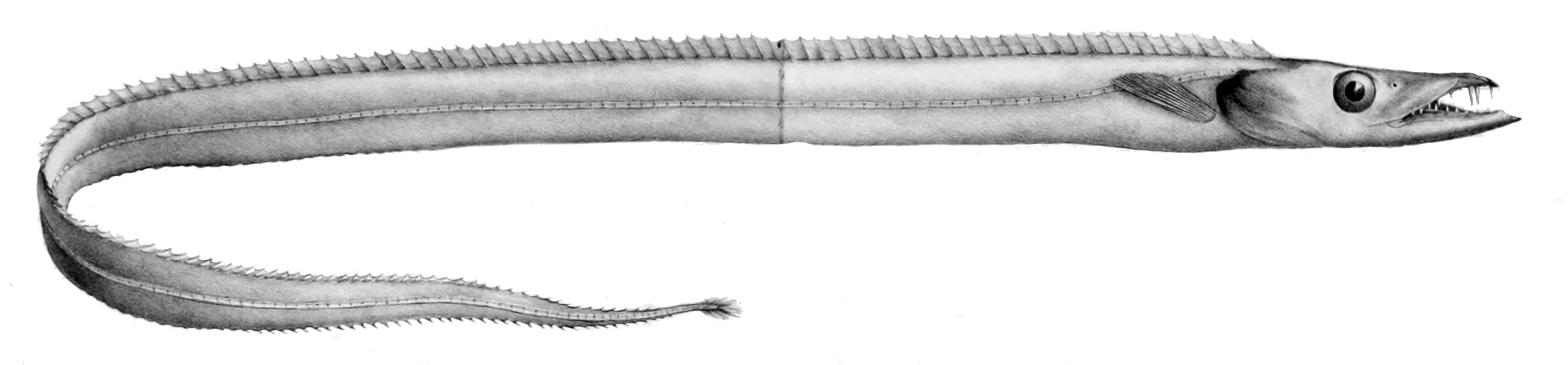

Длина тела до 2,3 м. Тело очень стройное и длинное с характерным длинным спинным плавником и коротким анальным плавником. Брюшные плавники маленького размера. Хвостовой плавник небольшого размера, сильно раздвоенный. Основание первого спинного плавника равно половине длины основания второго спинного плавника. Сзади от анального отверстия находится два шипа — первый очень маленький и у взрослых рыб почти неразличим, второй имеет вид сердцевидной чешуйки. От других видов рода отличается расположением брюшных плавников, которые находятся слегка впереди вертикали переднего конца основания грудного плавника и боковой линией.

## Биология
Глубоководный вид. Обитает над континентальным склоном на глубинах от 200 до 400 м. Биология мало изучена.

## Ареал
Тихоокеанское побережье Японии, тропическая часть Атлантического океана, Мексиканский залив.